# Julia Creek
Julia Creek ist eine Kleinstadt im Zentrum des australischen Bundesstaates Queensland. Sie liegt an der Kreuzung des Flinders Highway (A6) mit der Wills Developmental Road (S83), 664 km westlich von Townsville und 137 km östlich von Cloncurry auf 123 m. Bei der Volkszählung 2021 wurde eine Einwohnerzahl von 377 festgestellt.

## Geschichte
Die Stadt wurde nach der Nichte von Donald McIntyre, dem ersten weißen Siedler in der Gegend, benannt. McIntyre bezog 1864 ein Anwesen namens Dalgonally, ca. 70 km nördlich der heutigen Kleinstadt. Dies war nur ein paar Jahre, nachdem die unglückliche Expedition von Burke und Wills durch diese Gegend gezogen war. Die Siedlung wurde 1907 an der heutigen Stelle als Endstation der von Richmond verlängerten Eisenbahnlinie gegründet, um die Kupferbergwerke bei Cloncurry zu bedienen.
Eine Dorfschule wurde 1911 mit neun Schülern gegründet und in den Jahren 1932 und 1934 erweitert. 1963 baute man eine eigene High School. 1972 entstand ein Krankenhaus mit 16 Betten. Erst 1952 wurde die Stadt an die allgemeine Elektrizitätsversorgung angeschlossen.
Am 27. Dezember 2015 entgleiste ein Zug mit 26 Kesselwagen in der Nähe der Stadt. In den Kesselwagen befanden sich unter anderem 200.000 Liter Schwefelsäure, von der ein kleiner Teil austrat.

## Wirtschaft
Die wichtigsten Wirtschaftszweige in Julia Creek sind die Landwirtschaft (insbesondere Rinder- und Schafzucht) und der Bergbau, der hauptsächlich um die Billiton-Mine in Cannington betrieben wird. Die Stadt ist ein wichtiges Viehhandelszentrum mit einem großen Viehhof und den zugehörigen Einrichtungen. Vor der Verlängerung der Eisenbahn in die weitaus größeren Städte Cloncurry und Mount Isa war Julia Creek auch ein wichtiger Umschlagbahnhof für Fracht- und Personentransport.

## Öffentliche Einrichtungen
Julia Creek besitzt eine Bücherei, ein Schwimmbad, ein Museum, ein Fremdenverkehrsamt und eine Kunstakademie.